# Накло-над-Нотецён
На́кло-над-Ноте́цён (пол. Nakło nad Notecią, нем. Nakel an der Netze)  —  город  в Польше, входит в Куявско-Поморское воеводство,  Накловский повят.  Имеет статус городско-сельской гмины. Занимает площадь 10,65 км². Население на 31 декабря 2015 г. составляло 17 946 жителей.

## Известные уроженцы
- Швальбе, Юлиус (1863–1930) – немецкий врач-терапевт.
- Танк, Курт (1898-1983) – немецкий авиаконструктор.